# Грифф, Стефан
Стефан Грифф (англ. Stephan Greeff; род. 24 декабря 1989 года, Кейптаун) — южноафриканский регбист, игрок второй линии.

## Биография
Грифф представлял Восточную провинцию в 2007 году на Неделе Академий до 18 лет, а затем переехал в Кейптаун, чтобы присоединиться к Западной провинции . Он играл за сборную Западной провинции U-19 в 2008 году и за сборную Западной провинции U-21 в 2009 и 2010 годах. Также Стефан выступал за университетскую команду.
Дебютировал на взрослом уровне в 2010 году в рамках «Водаком кап». Всего за два года провел 6 матчей. В 2012 году перешел в «Голден Лайонз», где немедленно был введен в состав «Лайонз», выступавших в Супер Регби. Дебютировал во втором туре против Харрикейнз. Всего сделал 5 появлений на поле, но получив перелом ноги досрочно завершил сезон. В сезоне 2013 он не смог толком влиться в состав и ушел в аренду в «Леопардс». В 2014 году перешел в «Грикуас». В 2016 году перешел в стан «Пумас». В этих командах Стефан был стабильным игроком основного состава. С сезона 2017 года стал выступать за «Саутерн Кингз» в соревновании Про14. В Про14 игрок сыграл 32 игры, 24 из которых начинал в старте и отметился одной попыткой. В январе 2020 года переходит в казанскую «Стрелу».